# Пилотируемая миссия к астероиду
Пилотируемая миссия к астероиду — одна из долгосрочных целей космонавтики. Главными объектами данной миссии являются околоземные астероиды.
15 апреля 2010 года президент США Барак Обама объявил, что пилотируемые миссии к астероидам теперь являются одним из ведущих направлений космической программы США до 2025 года. Также он заявил, что данная программа может послужить трамплином для пилотируемого полёта к Марсу в середине 2030-х годов.
Для осуществления подобных миссий в NASA разрабатываются космические аппараты Orion и SLS.

## Значение
Миссии к астероидам имеют следующие важные значения:
- Изучение формирования и истории солнечной системы
- Предотвращение падений астероидов на Землю
- Изучение природных ресурсов с целью их освоения
- Изучение поведения человеческого организма в условиях космического полёта

## Программа NEEMO
Для подготовки космонавтов к трудностям, существующим на поверхности астероидов, NASA разработало и запустило программу NEEMO (NASA Extreme Environment Mission Operations). Она поможет изучить поведение и реакцию людей на условия аналогичные тем, которые ожидают их на астероидах.

## Отмена миссии
В июне 2016 года палата Представителей парламента США (сверяя федеральный бюджет на следующий год) порекомендовала НАСА отказаться от миссии ARM по захвату астероида (на что НАСА запросило 66,7 миллиарда долларов) и вместо этого вернуться к пилотируемым полётам на Луну. В аргументации указано, что именно Луна является лучшим (и достаточно близким) полигоном для отработки основных технологий (посадочный модуль, взлётный модуль для старта с поверхности, жилые модули базы, геологоразведка и добыча ресурсов, переработка их в топливо и окислитель), необходимых для рискованного пока путешествия на Марс.